# Torolf Voss

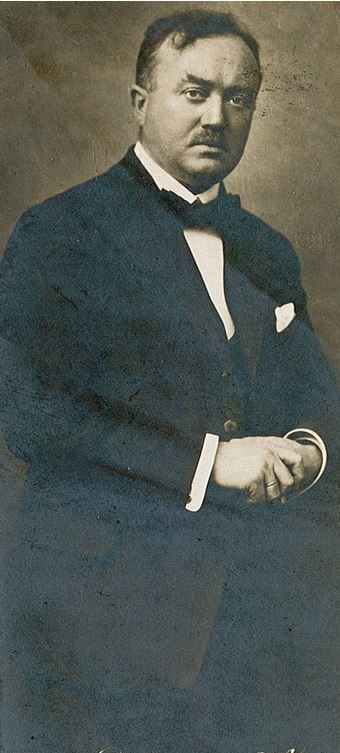
Torolf Voss um 1935

Torolf Voss (* 12. November 1877 in Kristiania; † 23. November 1943 in Oslo) war ein norwegischer Komponist und Dirigent.
Voss studierte zwischen 1897 und 1903 in Berlin. Von 1900 bis 1904 war er Dirigent des Orchesters der Oslo Handelsstands Forening, von 1906 bis 1907 wirkte er als Dirigent im Tivoli. Zwischen 1908 und 1929 leitete er das Orchester des Centralteatret in Oslo, von 1935 bis 1943 war er Direktor des Norsk Musikforlag. Er komponierte u. a. Orchesterwerke (Frithjof og Ingeborg), Chor- und Sololieder.